# محمد منصور الستري
الشيخ محمد بن الشيخ منصور بن الشيخ محمد الستري (1942م – 1999م) فقيه ديني، قاضٍ شرعي، وأحد أبرز علماء البحرين في القرن العشرين،شغل منصب رئيس المحكمة الكبرى الشرعية الجعفرية، وكان إمامًا للجمعة والجماعة، وعضوًا في عدة مؤسسات دينية وفقهية،ينتمي إلى أسرة علمية عريقة تمتد جذورها إلى المرجع الديني الشيخ عبد الله الستري.

### النشأة والتعليم:
ولد في عام 1362 هـ (1942م)، ونشأ في بلدة ستره البحرينية في كنف أسرة علمية، حيث كان والده وجده من العلماء المعروفين. تلقى تعليمه الأولي في الكتاتيب والمدارس النظامية، لكنه انقطع عن الدراسة لثلاث سنوات بسبب مرض في عينيه، ثم عاود التحصيل العلمي بعد شفائه.
بدأ دراسته الحوزوية على يد والده، ثم هاجر عام 1382 هـ إلى النجف الأشرف، حيث تتلمذ على كبار العلماء مثل السيد أبو القاسم الخوئي، والسيد محمد باقر الصدر، والسيد عبد الأعلى السبزواري، والدكتور عبد الهادي الفضلي، وآخرين. نال إجازة الاجتهاد من السيد نصر الله المستنبط، واشتغل بالتدريس في النجف والبحرين.

### إمامته لصلاة الجمعة:
وبإذن وتكليف من أبيه العلامة الشيخ منصور في حياته ارتقى العلامة الشيخ محمد بن الشيخ منصور الستري منبر  الجمعة، حيث كانت اول صلاة يقيمها المرحوم الشيخ محمد هي صلاة عيد الاضحى يوم الخميس ١٠ ذو الحجة ١٤٠٤ هجرية الموافق  6 سبتمبر 1984، وأول جمعة في 11 ذو الحجة 1404 - الموافق 7 سبتمبر 1984م 
وقد كان منبره يفيض علمًا وفقاهةً فجاءت خطبه كاشفة عن عمق دراسته التي امتدت لعشرات السنين، في حلقات ذوي الفضل من أهل العلم، وتحت منابر جملة من أساطين علماء الشيعة وفقهائها؛ أولهم أبوه الشيخ العلامة، الذي سقاه من معين العلم منذ السنوات الاولى من صباه المبكر، ثم ارتحل إلى حاضرة العلم؛  النجف الأشرف، فآتت تلك المسيرة الطويلة ثمارها، وعكست كلماته وعباراته خلال دروسه ومناقشاته وخطبه مدى اطلاعه وتوسعه في علوم آل محمد، وكشفت المرتبة العلمية التي وصل اليها، فواصل الصراط المستقيم الذي اختطه والده الشيخ الكبير في التصدي لأهل البدع والإنحراف عن تعاليم اهل البيت (ع) وجاهد في الحفاظ على العباد والبلاد وانتشالهم من التهالك، والنأي بهم عن التجاذبات التي لا تقود إلا إلى مزيد من الأذى.
ترجل عن منبر الجمعة فجأة وهو في أوج عطائه، فكانت آخر جمعة أقامها رحمه الله هي الجمعة 11 شوال 1419 - 29 يناير 1999. 

### المناصب والخبرات وأماكن العمل:
- أستاذ في الحوزة العلمية في النجف الأشرف و مملكة البحرين
- تولى القضاء في شهر ذي القعدة 1399 ه، الموافق 1979 م، حتى عين رئيسا للمحكمة الكبرى الشرعية الجعفرية
- عضو المجمع العلمي الفقهي الإسلامي
- عضو المجلس الأعلى للشؤون الإسلامية
- عضو هيئة الرقابة الشرعية لشركة البحرين الإسلامية للتأمين

### مؤلفاته:
- حاشية على الرسائل.
- حاشية على المكاسب.

### وفاته:
انتقل إلى رحمة الله في 13 شوال 1419 هـ، ودُفن في مقبرة بلدته. وكان حينها في زيارة لوالده الشيخ منصور في المستشفى، ففاضت روحه إلى بارئها بعد خروجه من عيادة والدته.